# Гентаміцин
Гентаміци́н — природний антибіотик з групи аміноглікозидів. Препарат є комплексом антибіотиків, що продукуються Micromonospora purpurea. Гентаміцин належить до аміноглікозидів ІІ покоління і застосовується парентерально. Уперше гентаміцин був синтезований у 1963 році у США групою вчених, які працювали у компанії «Schering Corporation».

## Фармакологічні властивості
Гентаміцин — природний антибіотик з групи аміноглікозидів ІІ покоління широкого спектра дії. Препарат має бактерицидну дію, що зумовлена порушенням синтезу білків в бактеріальній клітині. Найбільше значення гентаміцину полягає в його дії на грамнегативні мікроорганізми: Pseudomonas aeruginosa, Escherichia coli, Enterobacter spp., Serratia spp., клебсієли, Proteus spp., Citrobacter spp.. Чутливими до гентаміцину є також стафілококи. До гентаміцину нечутливі стрептококи, більшість ентерококів, трепонеми, туберкульозна паличка, Neisseria meningitidis, анаеробні мікроорганізми.

### Фармакодинаміка
Гентаміцин швидко абсорбується при парентеральному введенні, максимальна концентрація після внутрішньовенного введення досягається протягом 30 хвилин, при внутрішньом'язовому — протягом 30 хв — 2 годин після введення. Високі концентрації створюються в більшості тканин організму, добре проникає в рідини, а також в ексудат абсцесів; перитонеальну, плевральну, асцитичну, синовіальну, перикардіальну рідини. Високі концентрації виявляються в легенях, печінці, нирках. В нормі гентаміцин погано проходить через гематоенцефалічний бар'єр, але при менінгіті збільшується його концентрація в спинномозковій рідині. Препарат проходить через плацентарний бар'єр, виділяється в грудне молоко. Гентаміцин не метаболізується, виділяється з сечею в незміненому вигляді. Період напіввиведення препарату становить 2-4 години, в новонароджених дітей — 5-8 годин, при нирковій недостатності період напіввиведення може зростати до 70 годин.

## Показання до застосування
Гентаміцин показаний при бактеріальних інфекціях, які спричинюють чутливі до нього збудники: сепсисі, ускладнених інфекціях сечових шляхів, нижніх дихальних шляхів (в тому числі госпітальні пневмонії), черевної порожнини, інфекціях шкіри і м'яких тканин, кісток і суглобів, інфікованих опікових ранах.

## Побічна дія
При застосуванні гентаміцину можливі наступні побічні ефекти:
- Алергічні реакції — часто спостерігаються при місцевому застосуванні препарату, при парентеральному застосуванні спостерігаються рідко (за клінічними спостереженнями близько 1,6 %)[3] — висипання на шкірі, свербіж шкіри, кропив'янка, бронхоспазм, гарячка, набряк Квінке, анафілактичний шок.
- З боку травної системи — нечасто нудота, блювання, стоматит, кандидоз ротової порожнини, псевдомембранозний коліт, жовтяниця.
- З боку нервової системи і органів чуттів — при застосуванні без перевищення терапевтичних доз і застосуванні з урахуванням факторів ризику у хворих спостерігають нечасто (~1 %), частіше в дитячому віці та в осіб старших 60 років.[3] Серед побічних ефектів спостерігають головний біль, сплутаність свідомості, сонливість, судоми, енцефалопатія, блокада нервово-м'язової провідності, галюцинації, зниження гостроти слуху або втрата слуху, ураження вестибулярного апарату.
- З боку сечовидільної системи — при застосуванні без перевищення терапевтичних доз часто (у 5 % випадків) спостерігається оборотне підвищення концентрації креатиніну та кліренсу креатиніну; рідко спостерігають олігурію, інтерстиціальний нефрит, ниркову недостатність, протеїнурію, тубулярний некроз нирок.[3]
- Зміни в лабораторних аналізах — часто (1—10 %) підвищення рівня креатиніну і сечовини в крові; рідко (менше 0,1 %) тромбоцитопенія, гранулоцитопенія, анемія, лейкопенія, гіпомагніємія, гіпокаліємія, гіпокальціємія, протеїнурія, підвищення рівня білірубіну, підвищення активності амінотрансфераз у крові.[3]
- Місцеві реакції — при внутрішньом'язовому введенні можливі біль, атрофія або некроз підшкірної клітковини; при внутрішньовенному введенні — флебіти і перифлебіти; при закапуванні очних крапель — печія і біль в очах.

## Протипокази
Гентаміцин протипоказаний при підвищеній чутливості до аміноглікозидів, міастенії, паркінсонізмі, ботулізмі, невриті слухового нерва, хронічній нирковій недостатності, при вагітності та годуванні грудьми.

## Форми випуску
Гентаміцин випускається у вигляді ампул по 2 мл 1 %, 2 %, 4 %, 6 %, 8 % розчину, по 1 мл 4 % розчину; порошку в флаконах для ін'єкцій по 0,08 г; очних крапель у тюбиках по 1,5 мл та у флаконах по 5 і 10 мл 0,3 % розчину; 0,1 % мазі для зовнішнього застосування в тубах по 15, 25, 30, 40 і 80 г; 0,3 % аерозолю для зовнішнього застосування у балончиках по 60 мл; пластин із колагенової губки, що просякнута розчином гентаміцину; антисептичної губки з гентаміцином;; 0,1 % гелю для зовнішнього застосування по 5 та 15 г.

## Синоніми
Gentak, Pred-G, Valisone-G

## Застосування у ветеринарії
Гентаміцин застосовується у ветеринарії для лікування інфекцій, викликаних чутливими до антибіотику бактеріями, у котів, собак, телят, овець, кіз, свиней, коней, свійських птахів, декоративних гризунів та птахів. Для ветеринарного використання випускається у вигляді розчину для ін'єкцій у ампулах або флаконах по 1, 2, 10, 50, 100 мл 4 % розчину; та порошку по 50, 100, 500 г і 1 кг.